# Mercedes-Benz X254

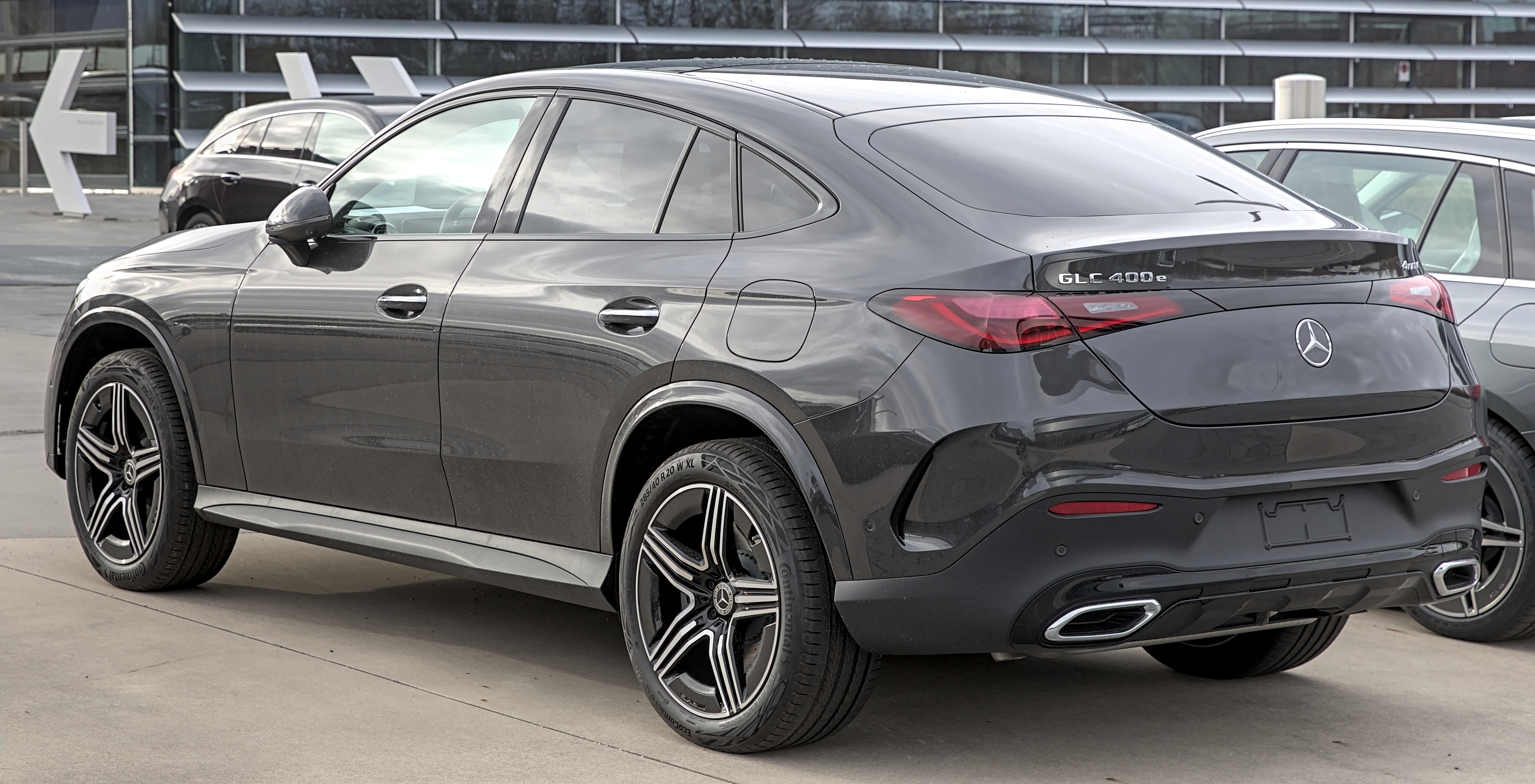
Mercedes-Benz GLC400 e Coupé

Mercedes-Benz X254 (eller Mercedes-Benz GLC-klass) är en CUV som den tyska biltillverkaren Mercedes-Benz introducerade i juni 2022.
Versioner:
| Modell                    | Årsmodell | Motor                      | Cylindervolym | Effekt | Bränslesystem                      |
| ------------------------- | --------- | -------------------------- | ------------- | ------ | ---------------------------------- |
| GLC220 d                  | 2023-     | OM654: 4-cyl radmotor DOHC | 1993 cm³      | 197 hk | Common rail turbodiesel            |
| GLC300 d                  | 2023-     | OM654: 4-cyl radmotor DOHC | 1993 cm³      | 269 hk | Common rail turbodiesel            |
| GLC300 de                 | 2023-     | OM654: 4-cyl radmotor DOHC | 1993 cm³      | 335 hk | Common rail turbodiesel + elmotor  |
| GLC200                    | 2023-     | M254: 4-cyl radmotor DOHC  | 1999 cm³      | 204 hk | Direktinsprutning, turbo           |
| GLC300                    | 2023-     | M254: 4-cyl radmotor DOHC  | 1999 cm³      | 258 hk | Direktinsprutning, turbo           |
| GLC300 e                  | 2023-     | M254: 4-cyl radmotor DOHC  | 1999 cm³      | 313 hk | Direktinsprutning, turbo + elmotor |
| GLC400 e                  | 2023-     | M254: 4-cyl radmotor DOHC  | 1999 cm³      | 381 hk | Direktinsprutning, turbo + elmotor |
| AMG GLC43                 | 2024-     | M139: 4-cyl radmotor DOHC  | 1991 cm³      | 421 hk | Direktinsprutning, turbo           |
| AMG GLC63 S E Performance | 2024-     | M139: 4-cyl radmotor DOHC  | 1991 cm³      | 680 hk | Direktinsprutning, turbo + elmotor |